# 西田ゆりあ
西田 ゆりあ（にしだ ゆりあ、1984年度 - ）は日本で活動するミュージカル俳優および元バレリーナである。大阪府出身。劇団四季所属。

## 来歴
3歳からいちやなぎ多鶴バレエ学園でクラシックバレエを始め、2003年3月に帝塚山学院高等学校ヴェルジェコースを卒業し同年4月から関西学院大学に入学した。在学と平行してバレリーナとして活動し渡米留学しボストンバレエ団にも所属していた。2005年に劇団四季研究所へ45期生として入所と同時に大学を中退しミュージカル俳優に転向した。同期生には石栗絵理、大橋里砂、上川一哉、恒川愛などがいる。同年11月16日に京都劇場で開幕したミュージカル李香蘭京都公演のアンサンブル役が初舞台出演となった。2009年の劇団四季 ソング&ダンス55ステップスに出演したのを最後に退団したものの、2011年頃に再入団している。

## 主な出演作品
- ミュージカル李香蘭（2005年アンサンブル）
- 鹿鳴館（2006年捨松）
- エビータ（2006年ミストレス）
- オペラ座の怪人（2006年メグ・ジリー、2007年アンサンブル7枠）
- 赤毛のアン（2008年ルビー）
- トロイ戦争は起こらないだろう（2008年平和の女神）
- 劇団四季 ソング&ダンス55ステップス（2009年ダンサーパート）
- 劇団四季 ソング&ダンス60感謝の花束（2013年ダンサーパート）
- リトル・マーメイド（2014年アンサンブル7枠）
- 美女と野獣（2015年アンサンブル9枠）
- コーラスライン（2015年マギー）

※括弧内の年は初出演年